# Guerra delle riunioni
La guerra delle riunioni (1683–1684) fu un conflitto militare tra Francia e Spagna e i suoi alleati.
Essa venne scatenata dal desiderio di Luigi XIV di acquisire nuove terre, soprattutto i Paesi Bassi spagnoli che affiancavano il confine francese a nord ed a est. La guerra fu, per certi versi, una continuazione della Guerra di devoluzione e della Guerra franco-olandese.

## Antefatto
I trattati che avevano posto fine alla Guerra di devoluzione (Trattato di Aix-la-Chapelle 1668) ed alla Guerra franco-olandese (Pace di Nimega 1678), oltre al Trattato di Vestfalia del 1648 (che aveva posto a suo tempo fine alla Guerra dei Trent'anni) avevano ceduto un gran numero di città e villaggi alla Francia. Secondo convenzione, quando una città passava ad un altro stato, tale sorte seguivano anche le aree rurali ad essa annesse che le provvedevano cibo e altri rifornimenti e pertanto i confini delle regioni acquisite erano spesso poco definiti. Proprio per questi motivi, dal 1670, Luigi XIV aveva introdotto l'uso delle Camere di Riunione per investigare i territori effettivamente in possesso della Francia. La Camere di Riunione, leali al re, dopo un'attenta revisione di documenti risalenti addirittura al medioevo, riuscirono a dimostrare come un gran numero di aree appartenessero di diritto alla Francia dopo le conquiste ottenute.

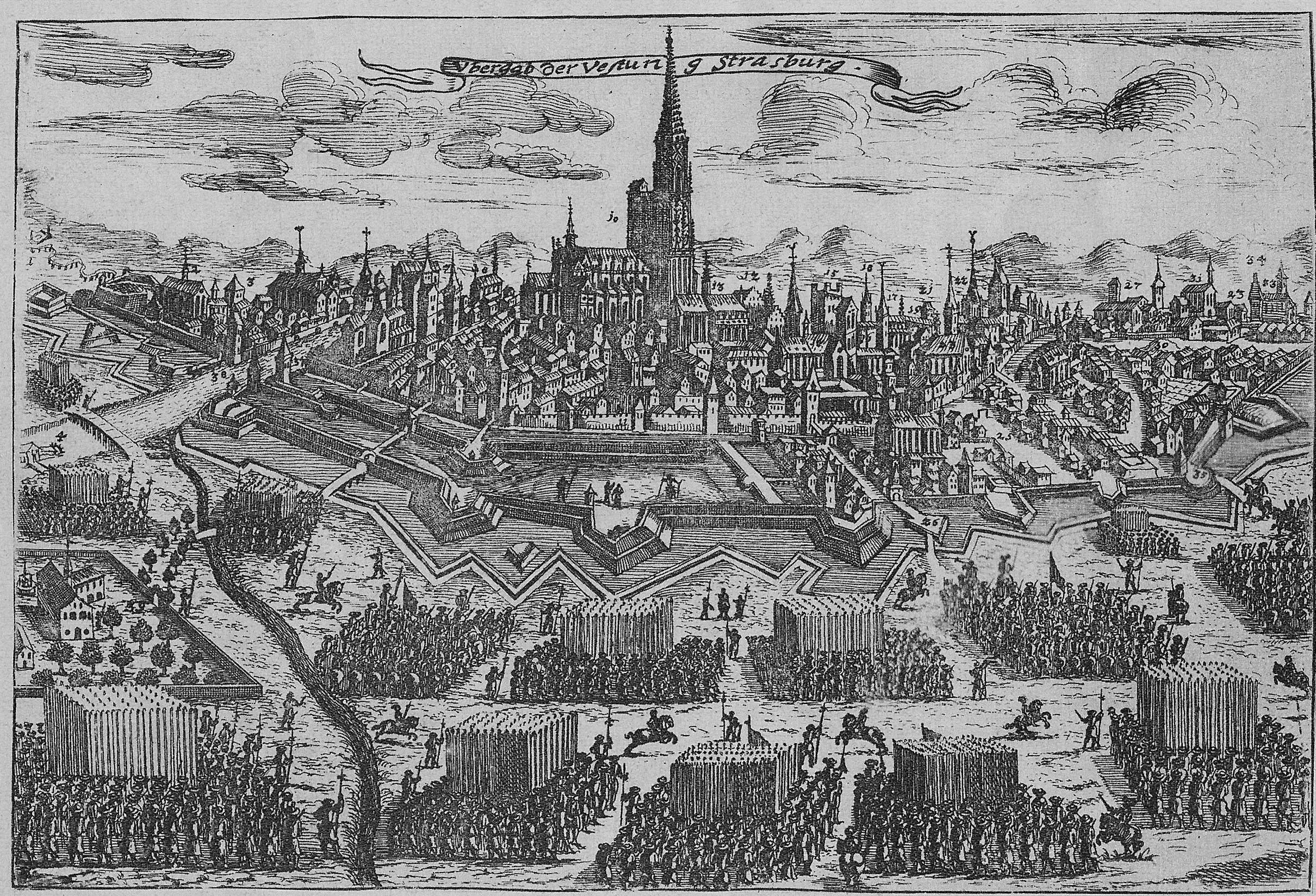
La presa di Strasburgo.

Gran parte di questi territori contestati si trovavano nei Paesi Bassi spagnoli e nella parte occidentale del Sacro Romano Impero, in Alsazia soprattutto. Due di questi territori che stavano particolarmente a cuore a Luigi XIV erano Strasburgo e Lussemburgo. Ufficialmente, Strasburgo intendeva rimanere neutrale nel conflitto e mantenersi città indipendente. Ad ogni modo, se questo fosse accaduto, nell'ottica di Luigi XIV l'Alsazia non sarebbe mai stata al sicuro da attacchi esterni. Il ponte sul Reno a Strasburgo era inoltre usato regolarmente dalle truppe imperiali per attraversamenti militari.
Durante la guerra franco-olandese, per ben tre volte Strasburgo era stata la porta d'ingresso degli imperiali in Alsazia. Per lo stesso motivo, la fortezza di Lussemburgo che dominava la regione rappresentava una falla nelle eventuali difese dell'area. Luigi XIV marciò verso Lussemburgo il 30 settembre 1681 ed ordinò al maresciallo Louis François de Boufflers di circondarla con l'artiglieria.
Nell'estate del 1683 la Grande Guerra turca era ormai al suo picco massimo e ad ovest l'Impero si trovava sotto pressione da parte dell'Impero ottomano. Quello che fece desistere Luigi XIV dall'attaccare fu il suo senso religioso: egli trovava scorretto a livello politico attaccare un altro regno cristiano mentre quello stesso regno era sotto attacco da parte dei turchi infedeli.
Pertanto, nel marzo di quello stesso anno, Luigi ordinò di fermare i bombardamenti nel Lussemburgo e di ritirare le proprie truppe. Il 12 settembre 1683, un'armata combinata di truppe imperiali, tedesche e polacche sconfissero i turchi appena fuori le mura di Vienna, ponendo fine al desiderio di espansione del sultano.

## La guerra
Quando gli ottomani furono sconfitti fuori Vienna, gli Asburgo furono nuovamente in grado di rivolgere la loro attenzione a ovest. Le continue resistenze di Lussemburgo alle pretese francesi portarono allo scoppio infine della guerra. La Spagna dichiarò guerra alla Francia il 26 ottobre 1683. Un'armata francese sotto il comando del duca di Humières circondò la città di Courtrai nella notte tra il 3 ed il 4 novembre 1683. La fortezza di Courtrai cadde il 6 novembre 1683. Humières quindi avanzò verso Dixmude, che venne circondata e conquistata senza combattimenti il 10 novembre 1683.
Una seconda armata francese al comando del maresciallo François-Joseph de Créqui bombardò invece Lussemburgo con dei mortai per un totale di 3 000 - 4 000 colpi sparati tra il 22 ed il 26 dicembre 1683 e si ritirò dalla città. Ad ogni modo, il vero assedio di Lussemburgo iniziò la primavera successiva quando, assistito dall'esperienza tecnica di Sébastien le Prestre de Vauban, Luigi XIV riuscì nuovamente a circondare la fortezza locale il 29 aprile 1684. La fortezza era difesa da 2 500 uomini e questi combatterono senza sosta contro l'esercito francese sino al 3 giugno 1684 quando vennero costretti ad arrendersi. Le forze spagnole nei Paesi Bassi vennero costrette a tornare nel Sacro Romano Impero, continuando i combattimenti coi francesi sino al trattato finale che pose fine alla guerra, il Trattato di Ratisbona, il 15 agosto 1684. La Francia quindi non solo ottenne i territori già conquistati ma si vide assegnare anche Strasburgo e Lussemburgo.
Malgrado la sua brevità, la guerra delle riunioni si fece la reputazione di uno scontro particolarmente sanguinoso. Luigi XIV e i suoi consiglieri militari evidenziarono come la campagna stessa fosse stata molto dura e avesse messo a dura prova l'esercito francese e la popolazione locale. Durante una battaglia Louvois ordinò al conte di Montal di bruciare 20 villaggi presso Charleroi perché gli spagnoli in precedenza avevano distrutto due bettole alla periferia di due villaggi francesi, ed insistette che nessuna casa dei 20 villaggi rimanesse in piedi.
La Repubblica di Genova da lungo tempo aveva uno stretto rapporto con la Spagna, dal momento che molte famiglie di banchieri locali come i Centurioni, i Pallavicini ed i Vivaldi, avevano prestato denaro al governo spagnolo sin dal XVI secolo. Ad ogni modo, l'intervento di Genova nella recente guerra tra Spagna e Francia era stato molto limitato, permettendo unicamente alla Spagna di reclutare mercenari sul territorio genovese e costruire nel porto di Genova alcune galee ad uso della marina militare spagnola. Ad ogni modo, seppur limitato, la Francia aveva mal visto questo coinvolgimento e pertanto inviò nel porto della città ligure una flotta al comando di Abraham Duquesne salpata da Tolone e giunta a Genova il 5 maggio 1684 che iniziò il bombardamento di Genova il 17 maggio 1684. Il bombardamento della città perdurò per dodici giorni con una breve sosta per rifornimenti e per concludere dei negoziati dal 22 al 25 maggio. Quando i negoziati vennero infine a conclusione, il bombardamento continuò sino al 28 maggio successivo. In tutto, i francesi spararono 13 300 palle di cannone contro Genova, distruggendo quasi due terzi della città.

## La pace
A conclusione degli scontri, pur continuando a rifiutarsi di inviare aiuti militari al Sacro Romano Impero che continuava la sua lotta contro i turchi, Luigi XIV accettò di sottoscrivere il Trattato di Ratisbona che garantì 20 anni di pace tra Francia e Impero chiedendo a suo cugino Carlo II d'Inghilterra di fare da arbitro nelle dispute territoriali.

## Conseguenze
La guerra, come quelle che la avevano immediatamente preceduta, non risolse le questioni pendenti tra i Borboni e gli Asburgo di Spagna. Il breve conflitto fu precursore della più lunga Guerra dei Nove anni.